# Grand Theft Auto: The Lost and Damned
Grand Theft Auto: The Lost and Damned je prva epizodna ekspanzija odnosno DLC igre Grand Theft Auto IV, napravljena za PC, PlayStation 3 i Xbox 360. Najprije je izašla za Xbox 360, 17. veljače 2009., a za ostale dvije platforme izašla je tijekom 2010. godine. Igra je treće ekspanzijsko pakovanje u GTA serijalu (prvo je bilo GTA: London, 1961), i dvanaesto izdanje serijala ukupno.
Radnja se događa paralelno s radnjom GTA IV, a glavni lik je Johnny Klebitz, dopredsjednik motociklističke bande The Lost, koja se pojavljuje u više navrata u radnji GTA IV. Velik dio događaja iz GTA IV se spominje ili je prikazan iz Johnnyjeve perspektive, jer Johnny sudjeluje u tim događajima (najčešće s Nikom Belićem) ili u događajima koji su ih uvjetovali ili su uslijedili. U radnji igre prikazana je potpuno druga strana Liberty Cityja; prikazana je pohlepa bande bajkera za većom ulogom u svijetu kriminala te njihovo izlaganje trgovini drogama i unutarnji sukobi, koji su konačno doveli i do propasti bande na istočnoj obali. U GTA V, pet godina kasnije, većina originalnih članova bande, koji su u međuvremenu preselili na zapadnu obalu, biva ubijena. U igri je još više naglašen aspekt Liberty Cityja kao grada bijede, kriminala i poroka, gdje malo tko može uspjeti.
Također je izašla i kolekcija Grand Theft Auto: Episodes from Liberty City, koja se može igrati i bez prisustva Grand Theft Auto IV i koja uključuje i drugu epizodnu ekspanziju, Grand Theft Auto: The Ballad of Gay Tony.

## Priča
Johnny Klebitz, potpredsjednik motociklističke bande The Lost, vozi se s ostalim članovima bande ulicama Alderneya; na ulici se pojavljuje Niko Belić koji se svađa s prolaznikom dok banda prolazi pored njega. U sjedištu kluba u predgrađu Acter, članovi bande dočekaju svoga predsjednika, Billyja Greya, koji se vratio s odvikavanja od heroina. Za vrijeme Billyjeve odsutnosti, Johnny je vodio bandu rješavajući probleme koje je Billy stvorio svojim vođenjem i sklapajući primirja s drugim bandama, uključujući i njihove glavne rivale, moćnu motociklističku bandu Angels of Death, prodavši im Billyjev motor. Billyju se to ne sviđa, te prisili Johnnyja da s njim ode vratiti njegov motor; međutim, od bajkerskog mehaničara u Liberty Cityju saznaju da su ga Angels of Death odnijeli u svoje sjedište u Algonquinu. Billy i Johnny se upute tamo, te vrate Billyjev motor, ubivši velik broj članova AOD-a. To ponovno aktivira žestoki rat između dvije bande, koji se kroz cijelu igru očituje u velikom broju ubijenih te krađama droge i motocikala.
Prijateljstvo između Billyja i Johnnyja biva narušeno njihovim neslaganjem o načinu vođenja bande; dok Johnny smatra da treba izbjegavati sukobe s drugim bandama, jer je to ispod njihovog nivoa i onemogućava im napredovanje u ozbiljnom poslu, Billy je vjeran starom načinu ulaženja u ratove i stvaranja kaosa. Osim toga, bandi stvaraju probleme i predstavnici zakona, pogotovo korumpirani policajci, koji ih stalno ugnjetavaju, i savezni agenti, koji su im na repu zbog sumnji u operacije s drogama unutar bande. Također, jednog od članova bande, Jasona Michaelsa, je ubio plaćeni ubojica (zapravo Niko Belić) jer je hodao s kćerkom Mikhaila Faustina. Johnny se uspješno bori protiv Angels of Deatha uz pomoć svojih najboljih prijatelja i iskusnih članova bande, Jima Fitzgeralda, Terryja i Claya. Uskoro Billy i ostatak kluba napadnu sjedište Angels of Deatha, okrivivši njih za Jasonovu smrt, no zapravo se Billy želi dokopati velike količine njihovog heroina, koji će prodati; Johnny nevoljko pristaje, te se oni odvezu natrag do kuće kluba.
Johnny počinje raditi za portorikansku dilericu droge Elizabetu Torres, koja ga zaposli na preprodaji ukradenog heroina u Dukesu zajedno s Nikom Belićem i Playboy X-om; dogovor je zapravo velika inkognito akcija DEA-a i policije, te se Johnny izvuče s drogom, dok Niko i Playboy X pobjegnu praznih ruku. Elizabeti prijeti uhićenje te je zbog toga paranoična i živčana, zbog čega je Johnny prisiljen raditi na njenim poslovima transportiranja kokaina (koje ometaju Angels of Death), zajedno s Malcom i DeSeanom, članovima afroameričke motociklističke bande Uptown Riders. Johnny također s aerodroma dovodi njenu prijateljicu s Portorika, Martu, koja je u zemlju prokrijumčarila veliku količinu kokaina. U posljednjem telefonskom pozivu od Elizabete vidlivo je kako ona i Marta panično puštaju kokain u odvod (kasnije se preko radija saznaje da je Elizabeta uhićena i osuđena na zatvorsku kaznu). Johnny također radi za korumpiranog kongresmena Thomasa Stubbsa III, što uključuje ubijanje Stubbsova ujaka i oslobađanje njegovih prijatelja iz zatvorskog premještaja. Također, Johnny s vremena na vrijeme iz nevolja nevoljko izvači svoju bivšu djevojku Ashley Butler, tešku ovisnicu o metamfetaminu; najprije je mora spasiti od narkomana s kojima je pušila meth i nije im mogla platiti, pa su je zaključali u stanu, a zatim, zbog toga što je Ashley imala dugove kod Dimitrija Raskalova, otima Romana Bellica uz Malcovu pomoć, te ga odvode u skladište s Dimitrijevim ljudima (iz kojeg ga Niko spašava u GTA IV).
Međutim, ispostavi se da su ukradenu drogu AOD-u prodale kineske trijade, te Johnny Klebbitz i Billy Grey u konačnici odluče kako bi bilo najbolje da vrate heroin trijadama, kako bi se izbjegao rat bandi. Kad dođu u novi noćni klub koji se uređuje u kineskoj četvrti i iznesu šefu trijade svoju ponudu, on je bijesan jer mora otkupiti vlastitu drogu, te njegovi ljudi napadnu bajkere. Dok se Johnny i Jim izvlače iz zgrade koju su opkolile trijade, Billy biva misteriozno ozlijeđen (najvjerojatnije pretučen od strane trijada ili policije) i uhićen. Nakon Billyjevog uhićenja, Johnny postaje punopravni predsjednik bande i odluči nastaviti s vođenjem bande normalnim tokom. Međutim, dio članova bande, okupljen oko Briana Jeremyja, koji se nikada nije uspio iskazati u bandi jer ga je Johnny smatrao kukavicom, stane na Billyjevu stranu. Jeremy i njegova frakcija napadnu bajkere vjerne Johnnyju, te je Johnny u konačnici prisiljen izvršiti raciju na kuću u kojoj se skrivaju Jeremyjevi dečki, ubivši tako velik dio izdajnika. Igrač može odlučiti hoće li Johnny ubiti Briana Jeremyja; ako ga ne ubije, Johnny će mu reći da napusti grad, međutim, Brian će se kasnije pojaviti kao random character.
Johnny je u međuvremenu počeo raditi za Raya Boccina, capoa obitelji Pegorino, koji mu je i bio odao Brianovu lokaciju. Johnny pomaže Boccinu u njegovim operacijama s dijamantima, uključujući i krađu dijamanata vrijednih 2 milijuna dolara koje su homoseksualni vlasnik noćnih klubova Anthony "Gay Tony" Prince i njegov tjelohranitelj Luis Fernando Lopez kupovali od kuhara na brodu Platypus (kojim je Niko Belić stigao u Liberty City). Međutim, uskoro Ray dogovara prodaju tih dijamanata bandi židovskih dilera dijamanata u muzeju Libertonian, za koju zaduži Johnnyja zajedno s Nikom Belićem; sastanak sabotira Luis Lopez, koji ubije dilere i ukrade dijamante, Niko pobjegne na jednu stranu praznih ruku, a Johnny na drugu s novcem; sačuvani novac Johnny daje Jimu. Kada Ray dozna za to, zarobi Jima u podrumu svoje pizzerije Drusilla's gdje ga muči zajedno s jednim svojim gangsterom. Kad Johnny dođe na to mjesto i vidi kako Rayev gangster muči Jima led-lampom kojom mu i sprži lijevi obraz, Johnny je bijesan te ubija gangstera koji se baš spremao prerezati Jimu vrat. Ray je razbješnjen i prijeti Johnnyju, dok Johnny odlazi. Međutim, dok se Johnny vozi ulicama na svom motoru, Ashley ga mobitelom obavijesti da je Ray poslao svoje ljude koji kruže po gradu u potrazi za Johnnyjem. Johnny zove Terryja i Claya i naredi im da naprave zasjedu, te im se pridruži u borbi protiv mafijaša koji su ga primijetili; tijekom borbe Johnny saznaje da je klub u potpunom rasulu. Nešto vremena nakon tog događaja, Johnny od Ashley saznaje da je Jim ubijen, te prekida odnose s njome, smatrajući da mu je ona upropastila život.
Ubrzo Johnny od Stubbsa saznaje da se Billy Grey uključio u program zaštite svjedoka i da se sprema otkriti podatke o djelatnostima kluba. Zajedno s posljednjim članovima zainteresiranima i sposobnima za borbu, Terryjem i Clayem, Johnny se uputi do kaznionice u koju njih trojica provale, uzrokujući pobunu u zatvoru. Johnny ubija Billyja pucnjem u vrat, te se zajedno s Terryjem i Clayem vrati do kuće kluba. Kad vide u kakvom im je stanju kuća, poliju je benzinom, izađu van zajedno s članom invalidom Angusom Martinom i zapale ju. Uskoro Johnny uvidi kako "nije predsjednik ničega osim tri člana i spaljene kuće kluba" te odluči odustati od života kriminalca te postati legitiman bajker. Prekine odnose sa Stubbsom, cinično mu zaželivši sreću u korumpiranom političkom životu, te s Ashley (za koju kaže da uništi živote svakomu s kojim ima ikakve veze), koja je krenula na odvikavanje od droge (međutim, kasnije će se pokazati kako joj odvikavanje nije uspjelo te je u GTA V, pet godina kasnije, Ashley još teža ovisnica).

## Mogućnosti
Nova mogućnost u The Lost and Damned koja dotad nije bila prisutna su checkpointovi - mjesta na kojima igrač može početi misiju nakon što ju je izgubio, bez da ponovno prelazi cijelo putovanje do mjesta gdje je izgubio. Igrač također može zvati pomoć od ostalih članova bande - Terry, na primjer, će doći do Johnnyjeve lokacije i opskrbiti ga oružjem i zaštitom, dok će mu Clay direktno dostaviti motor po izboru.
Također, u igri se javlja velik broj novih vozila, pogotovo motora; doduše, Johnny će se bolje snalaziti na motoru nego u ostalim vozilima. Osim novih vozila, dostupna su i nova oružja. Igrač može izlaziti s prijateljima (u ovom slučaju članovi The Losta), ali ako se napije, to će prestati biti vidljivo čim sjedne na motor, za razliku od GTA IV, gdje postoji mogućnost vožnje u pijanom stanju. Velik dio objekata iz GTA IV nije pristupačan, na primjer trgovina odjela Perseus. Međutim, igrač se može zabavljati u kući kluba, gdje može piti, odspavati, odavati čast poginulim bajkerima ili kartati (to je, naravno, nemoguće nakon zadnje misije, jer je kuća spaljena).
U GTA: The Lost and Damned postoje i ratovi bandi. Kad igrač pređe određenu količinu ratova bandi, u kući kluba ili u sigurnoj kući stvarat će se oružje koje igrač može skupiti. Svakih 10 do 50 ratova stvara se novo oružje. Tijekom nekih ratova Johnnyju pomažu bajkeri; kada neki bajker pogine u jednom ratu, bit će zamijenjen u sljedećem.
Postoji i multiplayer verzija, s nekoliko načina igre.

## Vanjske poveznice
- GTA: TLAD na GTA Wiki
- TLAD na službenoj stranici Rockstar Games-a